# Jeanette Winterson
Jeanette Winterson (Manchester, 27 augustus 1959) is een Britse auteur. Haar bekendste werk is haar debuut Oranges are not the only fruit (vert. Sinaasappels en demonen / Sinaasappels zijn niet de enige vruchten) dat in 1985 verscheen en in 1990 verfilmd werd tot miniserie door de BBC. Het boek won de Whitbread Prize voor Beste Debuut en de miniserie won de BAFTA voor Beste Drama.

## Leven & werk
Jeanette Winterson werd geboren in Manchester en grootgebracht door adoptieouders, Constance and John William Winterson, in Accrington in Lancashire. Haar adoptieouders waren lid van de Pinkstergemeente en voedden Jeanette streng christelijk op. Op haar achtste schreef ze al diensten en bracht ze mensen tot bekering. Door dit talent hoopten haar ouders dat ze zendelinge zou worden. Ze ging uit huis op haar vijftiende nadat ze bekend had gemaakt dat ze verliefd was op een meisje.
Winterson studeerde Engels aan het St Catherine's College te Oxford en ontving haar bachelordiploma in 1981.
In Londen schreef ze haar eerste boek Oranges are not the only fruit, dat gepubliceerd werd in 1985. Het boek is sterk autobiografisch en gaat over een lesbisch meisje dat opgroeit in een streng religieuze gemeenschap. Het debuut werd goed ontvangen en leverde Winterson de Whitbread Prize op. In 1990 bewerkte ze het boek tot een scenario voor een BBC-miniserie, die veel aandacht kreeg, onder andere in verband met een aantal expliciet lesbische scènes. De dramaserie kreeg een British Academy of Film and Television Arts (BAFTA), een van de belangrijkste Britse film- en televisieprijzen.
Naast romans publiceert ze ook verhalen, essays en kinderboeken. Bovendien schreef ze naast het script voor haar eigen boekverfilming het filmscript voor Great moments in aviation (1994, geregisseerd door Beeban Kidron).
Winterson wordt gekenmerkt als een postmodern auteur. In haar oeuvre staan thema's als fictie en werkelijkheid, metafysica, (gender)identiteit en tijd en ruimte centraal; het wordt door sommigen als magisch-realistisch omschreven. De manier waarop Winterson gebruik maakt van ideeën uit de natuurwetenschappen is door Annemarie Estor beschreven in "Jeanette Winterson's Enchanted Science".
Met de eerste jeugdroman van Winterson, Tanglewreck (De tijdhoeder, een sciencefiction-verhaal), breidde ze haar publiek uit.
Voor haar roman The Passion (1987) ontving Winterson de John Llewellyn Rhys-prijs en voor Sexing the cherry (1989) de E. M. Forster Award. In 2006 ontving ze voor haar verdiensten voor de literatuur een Orde van het Britse Rijk en werd daarmee benoemd tot Officer of the British Empire.
Winterson is bezig met het boek Night side of the river - Ghost stories, dat naar verwachting uitkomt in 2023.